# Idaea microptera
Idaea microptera is een vlinder uit de familie spanners (Geometridae). De wetenschappelijke naam van deze soort is voor het eerst geldig gepubliceerd in 1905 door Warren & Rothschild.
De soort komt voor in tropisch Afrika.